# 히로시마 국제 애니메이션 페스티벌
히로시마 국제 애니메이션 페스티벌(일본어: 広島国際アニメーションフェスティバル)은 일본 히로시마현 히로시마시에서 2년에 한 번, 8월에 열리는 국제 애니메이션 영화 협회 공인 영화제이다.

## 같이 보기
- 안시 국제 애니메이션 페스티벌
- 오타와 국제 애니메이션 페스티벌
- 자그레브 국제 애니메이션 페스티벌